# Patrick Nève
Patrick Marie Ghislain Pierre Simon Stanislas Nève de Mévergnies (n. 13 octombrie 1949, Liège, Valonia, Belgia – d. 13 martie 2017, Liège, Valonia, Belgia) a fost un pilot belgian de Formula 1 care a evoluat în Campionatul Mondial între anii 1976 și 1978.